# Ла-Хінеброса
Ла-Хінеброса (ісп. La Ginebrosa, кат. La Ginebrosa) — муніципалітет в Іспанії, у складі автономної спільноти Арагон, у провінції Теруель. Населення — 229 осіб (2010).
Муніципалітет розташований на відстані близько 310 км на схід від Мадрида, 100 км на північний схід від міста Теруель.

## Демографія
Динаміка населення (INE ):